# The Dividend
The Dividend è un film muto del 1916 diretto da Walter Edwards e Thomas H. Ince.

## Trama
John Steele, uomo d'affari e proprietario di case fatiscenti nelle baraccopoli cittadine, si impegna con gli azionisti della sua società di portare alle stelle i dividendi della compagnia. Per riuscirci, taglia il salario ai suoi operai, aumenta l'affitto agli inquilini e rifiuta perfino al proprio figlio, un giovane laureato, un lavoro retribuito. Frank, il figlio, depresso e disperato, comincia a drogarsi, diventando tossicodipendente. Il padre, senza pietà, lo butta fuori di casa. La notte in cui John annuncia i fantastici guadagni cui è riuscito ad arrivare, Frank - ferito in uno scontro tra gang rivali - torna a casa. Prima di morire, il giovane perdona suo padre che, finalmente, si rende conto del prezzo che ha pagato per garantirsi il successo negli affari.

## Produzione
Il film fu prodotto dalla Kay-Bee Pictures e dalla New York Motion Picture.

## Distribuzione
Distribuito dalla Triangle Distributing, uscì nelle sale cinematografiche statunitensi il 18 giugno 1916. In Francia, il film prese il titolo Richesse maudite, in Svezia quello di Inom år och dag.